# Джанджа
Ϫ, ϫ (джанджа, копт. ϫⲁⲛϫⲁ) — тридцатая буква коптского алфавита, обозначающая звук [ʤ]. Происходит из демотического письма.

## Использование
Происходит от демотического знака , который, в свою очередь, является скорописным вариантом иероглифа
| U29 |

j
.